# Sân vận động Quốc gia Mandela
Sân vận động Quốc gia Mandela (tiếng Anh: Mandela National Stadium) là một sân vận động đa năng ở Uganda. Sân được đặt theo tên của Tổng thống Nam Phi lúc bấy giờ và là biểu tượng của phong trào chống chủ nghĩa phân biệt chủng tộc, Nelson Mandela. Kỷ lục khán giả 50.000 người của sân vận động này được thiết lập vào năm 2004, trong trận đấu bóng đá giữa các đội tuyển bóng đá quốc gia Uganda và Nam Phi.

## Địa điểm
Sân vận động nằm trên đồi Namboole ở phường Bweyogerere, Đô thị Kira, quận Wakiso. Sân vận động cách khoảng 10 km (6,2 dặm) theo đường bộ về phía đông của khu thương mại trung tâm Kampala, thủ đô và thành phố lớn nhất của Uganda.

## Tổng quan
Sân vận động Quốc gia Mandela chủ yếu được sử dụng cho các trận đấu bóng đá, mặc dù các môn thể thao khác như điền kinh cũng được sử dụng. Sân vận động có sức chứa 45.202 chỗ ngồi. Sân vận động là sân nhà của đội tuyển bóng đá quốc gia Uganda, được gọi là Những chú sếu Uganda.
Một ủy ban của quốc hội Uganda đã báo cáo vào năm 2015 rằng sân vận động đang trên bờ vực sụp đổ tài chính, tuyên bố rằng sân vận động đã phải chịu hơn một thập kỷ "quản lý yếu kém và lạm dụng tình dục" và chịu thiệt hại tổng cộng 3,6 tỷ UGX. Việc vận hành sân vận động có lợi nhuận trong một thỏa thuận hợp tác công tư vẫn là một thách thức.

## Lịch sử
Sân vận động được xây dựng với khoản tài trợ 36 triệu đô la Mỹ từ Cộng hòa Nhân dân Trung Hoa (PRC). Ban đầu sân được gọi là Sân vận động Namboole, lấy tên từ ngọn đồi mà sân được xây dựng. Hiện nay sân có tên chính thức là Sân vận động Quốc gia Mandela, được đặt theo tên của cựu tổng thống Nam Phi Nelson Mandela. Sân được mở cửa vào năm 1997 với một buổi hòa nhạc của Lucky Dube, một nghệ sĩ reggae đến từ Nam Phi. Sân vận động đã được tân trang lại vào năm 2010-11, với khoản tài trợ 2,8 triệu đô la Mỹ từ Trung Quốc.